# Devagondanahalli, Chikmagalur
Devagondanahalli là một làng thuộc tehsil Chikmagalur, huyện Chikmagalur, bang Karnataka, Ấn Độ.